# Mopar
Mopar (marque déposée de FCA US LLC, contraction de « motor parts ») est la branche distribuant les pièces détachées du groupe Stellantis. L'entreprise conçoit et fabrique également en petite série des véhicules spéciaux basés sur des modèles Chrysler et Dodge.
Le terme « Mopar » a été utilisé par Chrysler pour la première fois dans les années 1920 et deviendra une marque en 1937. Il désigne également, à la période des muscle cars, tous les véhicules de la Chrysler Corporation (Chrysler, Dodge, Plymouth, DeSoto, Imperial, Eagle...).
Après le rachat de Chrysler LLC par Fiat SpA, Mopar change de rôle au sein du groupe Fiat Chrysler. Il devient le fournisseur agréé des pièces détachées et accessoires de toutes les marques généralistes de FCA (Chrysler, Dodge, Jeep, RAM, Fiat, Lancia, Alfa Romeo) hors Ferrari et Maserati. 
En 2022, Mopar devient également le label des pièces d'origine des marques ex-PSA : Peugeot, Citroën, Opel et Vauxhall au sein du groupe Stellantis.